# イサバル湖
イサバル湖（スペイン語: Lago de Izabal）は、グアテマラの東部のイサバル県にある湖。表面積は同国最大の589.6平方キロで、最大水深は18mである。ポロチク川などの河川が流入する。水面は海抜1mで、湖水はエル・ゴルフェテ湖からドゥルセ川を通じカリブ海のホンジュラス湾に出る。ドゥルセ湖（Golfo Dulce）とも呼ばれる。
スペイン植民地時代には、ドゥルセ川を下って財宝を本国に運ぶガレオン船の積出港として使われた。いまもよく保存されている湖畔のララのサン・フェリペ城は、財宝を狙う海賊に対する防護のために築かれた。辺りには沈没船が何隻かある。
マナティ、ジャガー、クモザル、ホエザルなどがみられ、鳥類相も豊かである。
イサバル湖に注ぐポロチク川の河口部には熱帯雨林および水生植物の生える湿地、広葉樹林の生える低地が広がり、1996年にラムサール条約登録地となった。